# Munxar

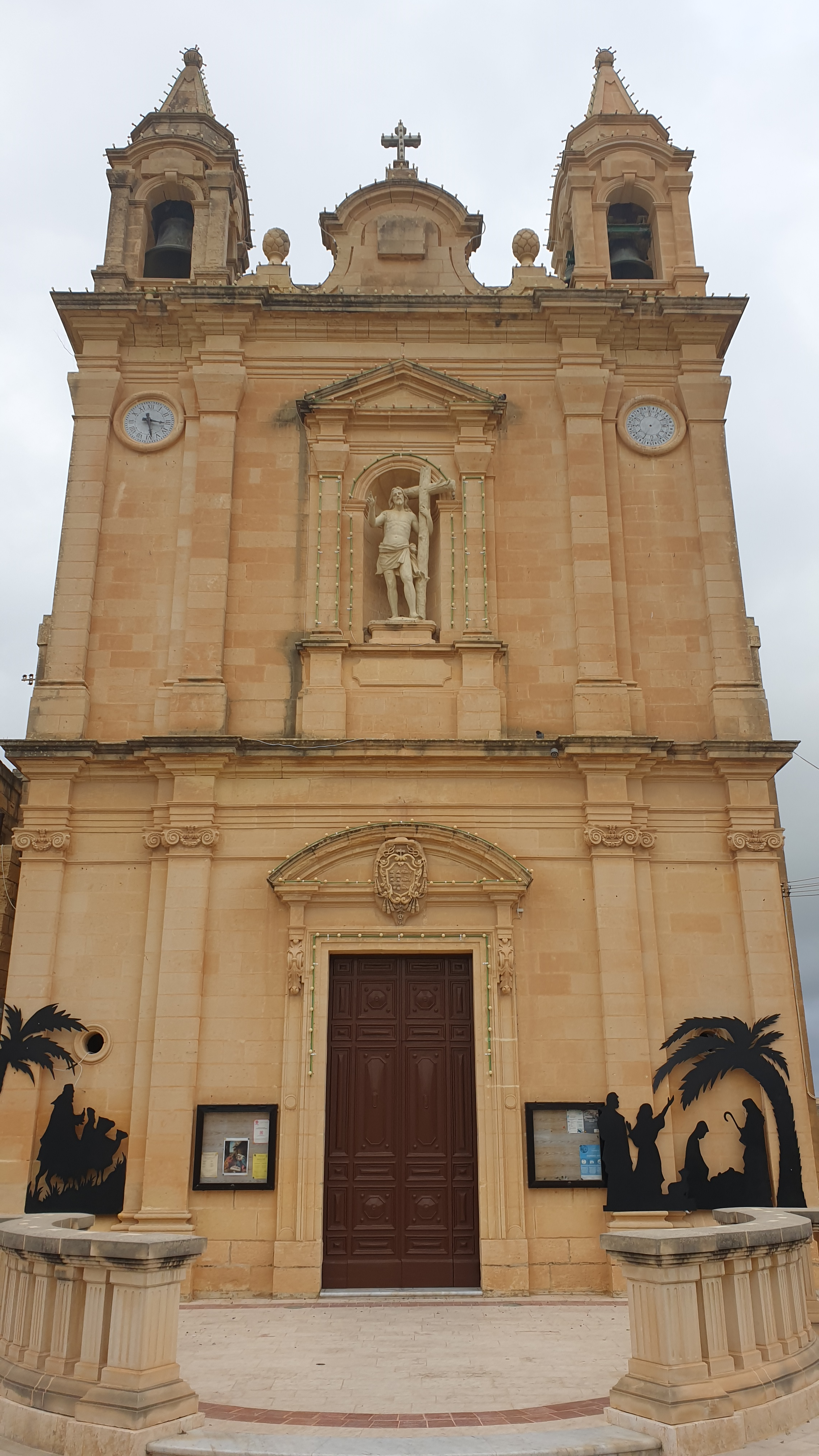
Kościół Parafialny w Munxar

Munxar (malt. Il-Munxar) – jedna z jednostek administracyjnych Malty, położona w południowej części wyspy Gozo blisko wioski Sannat. 10 minut spacerem na południowy zachód od stolicy wyspy – Victorii.
Motto Il-Munxar to „Parvulus sed munitus”, co po polsku oznacza „Mały, ale bezpieczny”. Znaczenie jest proste, Il-Munxar to mała wioska, ale położona na solidnych skałach. Posiada własny samorząd lokalny. W marcu 2014 roku populacja wynosiła 1454 osoby.
Kościół parafialny w Munxar jest pod wezwaniem św. Pawła Rozbitka, a jego święto obchodzone jest w ostatnim tygodniu maja.